# Josef Kullas
Josef Kullas (celým jménem Josef Martin Kullas, 18. března 1808 Kadaň – 19. února 1880 Libochovice) byl český divadelní herec, režisér, podnikatel a divadelní ředitel, významná postava rozvoje českého divadla a divadla v Čechách obecně. Začátkem 40. let 19. století pak založil a vedl vlastní Kramuelovu hereckou společnost, posléze jeden z prvních profesionálních souborů, které začaly uvádět divadelní představení také v češtině. V letech 1851 až 1853 působil v jeho společnosti jako umělecký ředitel Josef Kajetán Tyl.

## Život

### Mládí
Narodil se v Kadani v německy mluvící rodině. Již v mládí patrně začal účinkovat v německých ochotnických představeních. Roku 1837 si poprvé zažádal o povolení provozovat divadelní společnost, která byla zamítnuta.

### Kullasova společnost
První doložené představení soubor odehrál roku 1842 v Písku. Dále pak kočovala po českém venkově s německým repertoárem, sestávajícím zejména z rytířských her či frašek. S vzrůstající poptávkou po česky hraných představeních angažoval ve svém souboru český soubor vedený dramatikem Josefem Kajetánem Tylem, doposud působící v pražském Stavovském divadle. Společnost uváděla německá a česká představení, rovněž Tylovy autorské hry s podtextem posilujícím české národní uvědomění. Angažováni zde byli Tylovi herci a herečky Magdalena Forchheimová, Karel Šimanovský, František Krumlovský, Anna Forchheimová-Rajská a další.
Roku 1853 navázal Tyl spolupráci s Hereckou společností Filipa Zöllnera a Josefem Štanderou. Finančně ji zajistil herec a režisér Filip Zöllner, Tyl vykonával funkci uměleckého vedoucího, Štandera zajišťoval technické a finanční vedení souboru. Po zákazu hraní her v češtině českým místodržitelstvím v prosinci 1852 Kullasova společnost navázala na německý repertoár, od roku 1856 pak opět uváděla hry v češtině. Režijně zde byl angažován Jiljí Krämer, v letech 1859 až 1862 působil v Kullasově herecké společnosti jako umělecký vedoucí a režisér Josef Štandera. Společnost v té době působila zejména v jihozápadních a jižních Čechách (Jindřichův Hradec, Klatovy, Tábor, Třeboň, Vodňany, Domažlice, ...), uváděla řadu Tylových her.
Po Štanderově odchodu soubor ztrácel uměleckou úroveň, během prusko-rakouské války roku 1866 na čas obnovila německý repertoár. Znovu se vzmohl s příchodem herce a režiséra Josefa Faltyse roku 1868. Souborem prošla celá řada známých divadelních herců jako Josef Frankovský či Arnoštka Libická. Soubor Kullas vedl až do roku 1878, kdy z důvodu nemoci svou koncesi prodal Františku Ludvíkovi, který následně založil vlastní divadelní soubor.

### Úmrtí
Josef Kullas zemřel 19. února 1880 v Libochovicích ve věku 71 let.